# Brandenburgisches Gerichtsorganisationsgesetz
Das Brandenburgische Gerichtsorganisationsgesetz vom 19. Dezember 2011 regelt den Sitz und den Bezirk der Gerichte der ordentlichen Gerichtsbarkeit und der Staatsanwaltschaften des Landes Brandenburg. Es trat am 1. April 2012 in Kraft und ersetzte das Brandenburgische Kreisgerichtsbezirksgesetz vom 8. Dezember 1992 und das Brandenburgische Gerichtsneuordnungsgesetz vom 14. Juni 1993.

## Vorgeschichte
Erstes Gesetz, welches den Sitz und Bezirk ordentlicher Gerichte im Land Brandenburg regelte, war das Gesetz über die Neugliederung der Kreisgerichtsbezirke im Land Brandenburg (Brandenburgisches Kreisgerichtsbezirksgesetz – BbgKrGBG) vom 8. Dezember 1992 (GVBl. I S. 486). Die damals noch weiter bestehenden Kreis- und Bezirksgerichte wurden mit Wirkung vom 1. Januar 1993 wie folgt gegliedert:
| Bezirksgerichte                 | Kreisgerichte |
| ------------------------------- | --- |
| Bezirksgericht Cottbus          | Kreisgericht Bad Liebenwerda \| Kreisgericht Cottbus \| Kreisgericht Guben \| Kreisgericht Lübben \| Kreisgericht Senftenberg |
| Bezirksgericht Frankfurt (Oder) | Kreisgericht Bad Freienwalde \| Kreisgericht Bernau \| Kreisgericht Eberswalde \| Kreisgericht Eisenhüttenstadt \| Kreisgericht Frankfurt (Oder) \| Kreisgericht Fürstenwalde \| Kreisgericht Schwedt \| Kreisgericht Strausberg                                                                                          |
| Bezirksgericht Potsdam          | Kreisgericht Brandenburg \| Kreisgericht Königs Wusterhausen \| Kreisgericht Luckenwalde \| Kreisgericht Nauen \| Kreisgericht Neuruppin \| Kreisgericht Oranienburg \| Kreisgericht Perleberg \| Kreisgericht Potsdam \| Kreisgericht Prenzlau \| Kreisgericht Rathenow \| Kreisgericht Zehdenick \| Kreisgericht Zossen |

Die Kreisgerichte Calau (in Lübbenau), Cottbus-Stadt, Cottbus-Land, Finsterwalde, Forst, Gransee (in Zehdenick), Herzberg, Luckau, Spremberg, Angermünde, Beeskow, Seelow, Belzig, Jüterbog, Kyritz, Potsdam-Stadt, Potsdam-Land, Pritzwalk, Templin und Wittstock wurden hingegen zum Jahresende 1992 aufgelöst.
Das Brandenburgische Gerichtsneuordnungsgesetz (BbgGerNeuOG) verkündet als Artikel 1 des Gesetzes zur Neuordnung der ordentlichen Gerichtsbarkeit und zur Ausführung des Gerichtsverfassungsgesetzes im Land Brandenburg vom 14. Juni 1993 (GVBl. I S. 198) verfügte zum 1. Dezember 1993 die Fortführung der bestehenden Kreisgerichte als Amtsgerichte, die Fortführung der Bezirksgerichte in Cottbus, Frankfurt (Oder) und Potsdam als Landgerichte und die Errichtung eines weiteren Landgerichts in Neuruppin. Die durch dieses Gesetz bestimmten Bezirke der Landgerichte waren dabei mit Ausnahme des zum Landgerichtsbezirk Cottbus zugeteilten Amtsgerichts Guben, welches seit dem 1. April 2012 eine Zweigstelle des Amtsgerichts Cottbus ist, dieselben wie beim späteren Inkrafttreten des Brandenburgischen Gerichtsorganisationsgesetzes. Die Festlegung der Amtsgerichtsbezirke oblag hingegen weiterhin dem Brandenburgischen Kreisgerichtsbezirksgesetz, so dass auch dieses bis zur Einführung des Brandenburgischen Gerichtsorganisationsgesetzes in Kraft blieb.

## Inhalt

### Gerichte
Das Gesetz legt die folgende Struktur der ordentlichen Gerichtsbarkeit für Brandenburg fest:
| Oberlandesgericht                                                 | Landgerichte                 | Amtsgerichte |
| ----------------------------------------------------------------- | ---------------------------- | --- |
| Brandenburgisches Oberlandesgericht (in Brandenburg an der Havel) | Landgericht Cottbus          | Amtsgericht Bad Liebenwerda Amtsgericht Cottbus Amtsgericht Königs Wusterhausen (ab 1. Januar 2013) Amtsgericht Lübben (Spreewald) Amtsgericht Senftenberg                                                                                               |
| Brandenburgisches Oberlandesgericht (in Brandenburg an der Havel) | Landgericht Frankfurt (Oder) | Amtsgericht Bad Freienwalde (Oder) Amtsgericht Bernau bei Berlin Amtsgericht Eberswalde Amtsgericht Eisenhüttenstadt Amtsgericht Frankfurt (Oder) Amtsgericht Fürstenwalde/Spree Amtsgericht Strausberg Amtsgericht Schwedt/Oder (bis 31. Dezember 2012) |
| Brandenburgisches Oberlandesgericht (in Brandenburg an der Havel) | Landgericht Neuruppin        | Amtsgericht Neuruppin Amtsgericht Oranienburg Amtsgericht Perleberg Amtsgericht Prenzlau Amtsgericht Schwedt/Oder (ab 1. Januar 2013) Amtsgericht Zehdenick                                                                                              |
| Brandenburgisches Oberlandesgericht (in Brandenburg an der Havel) | Landgericht Potsdam          | Amtsgericht Brandenburg an der Havel Amtsgericht Luckenwalde Amtsgericht Nauen Amtsgericht Potsdam Amtsgericht Rathenow Amtsgericht Zossen Amtsgericht Königs Wusterhausen (bis 31. Dezember 2012)                                                       |

### Staatsanwaltschaften

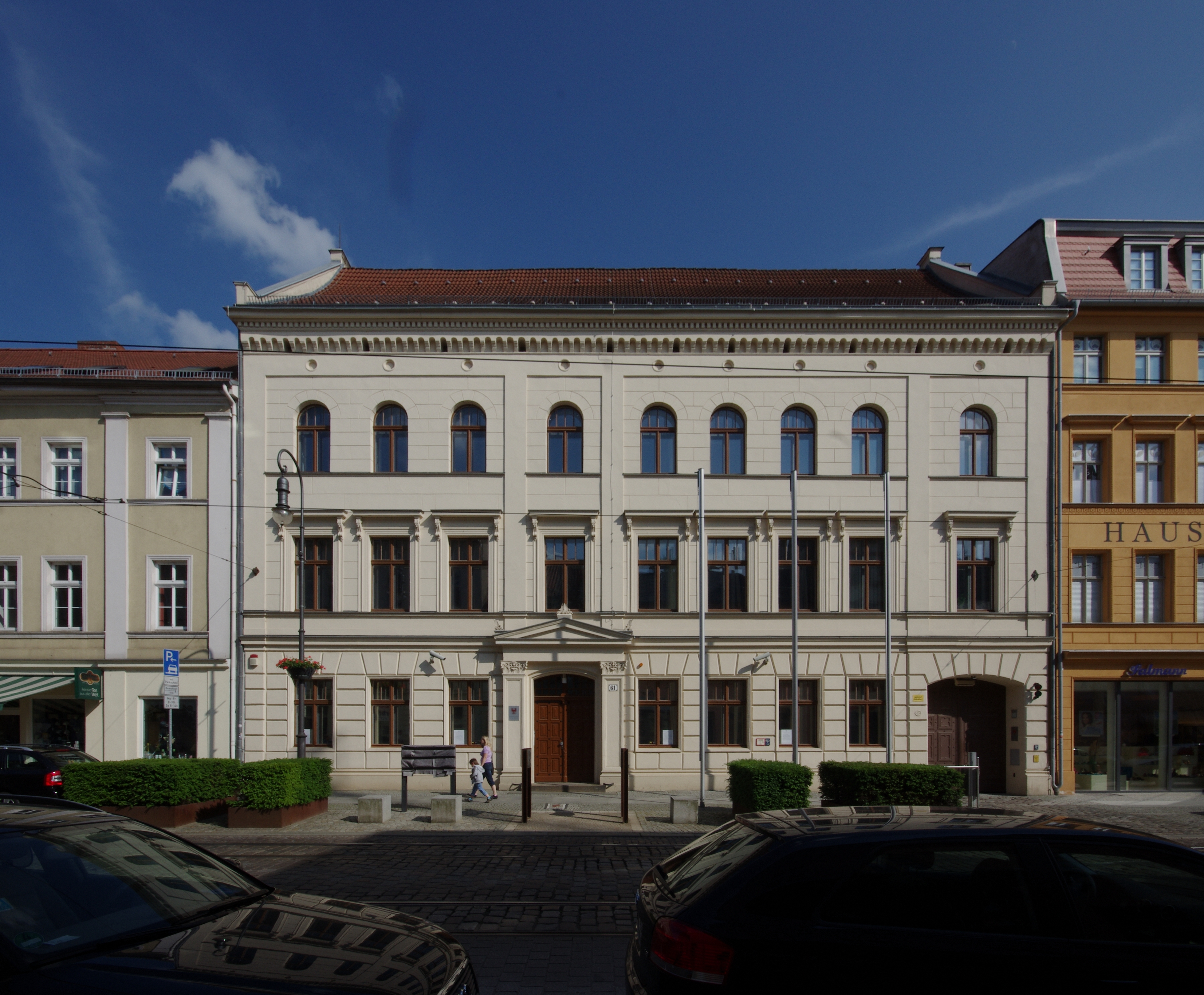
Sitz der Generalstaatsanwaltschaft des Landes Brandenburg

Beim Brandenburgischen Oberlandesgericht wurde die Generalstaatsanwaltschaft des Landes Brandenburg eingerichtet. Die in den jeweiligen Landgerichtsbezirken zuständigen Staatsanwaltschaften wurden bei den Landgerichten Cottbus, Frankfurt (Oder), Neuruppin und Potsdam eingerichtet.